# Benjamin Louis Vulliamy

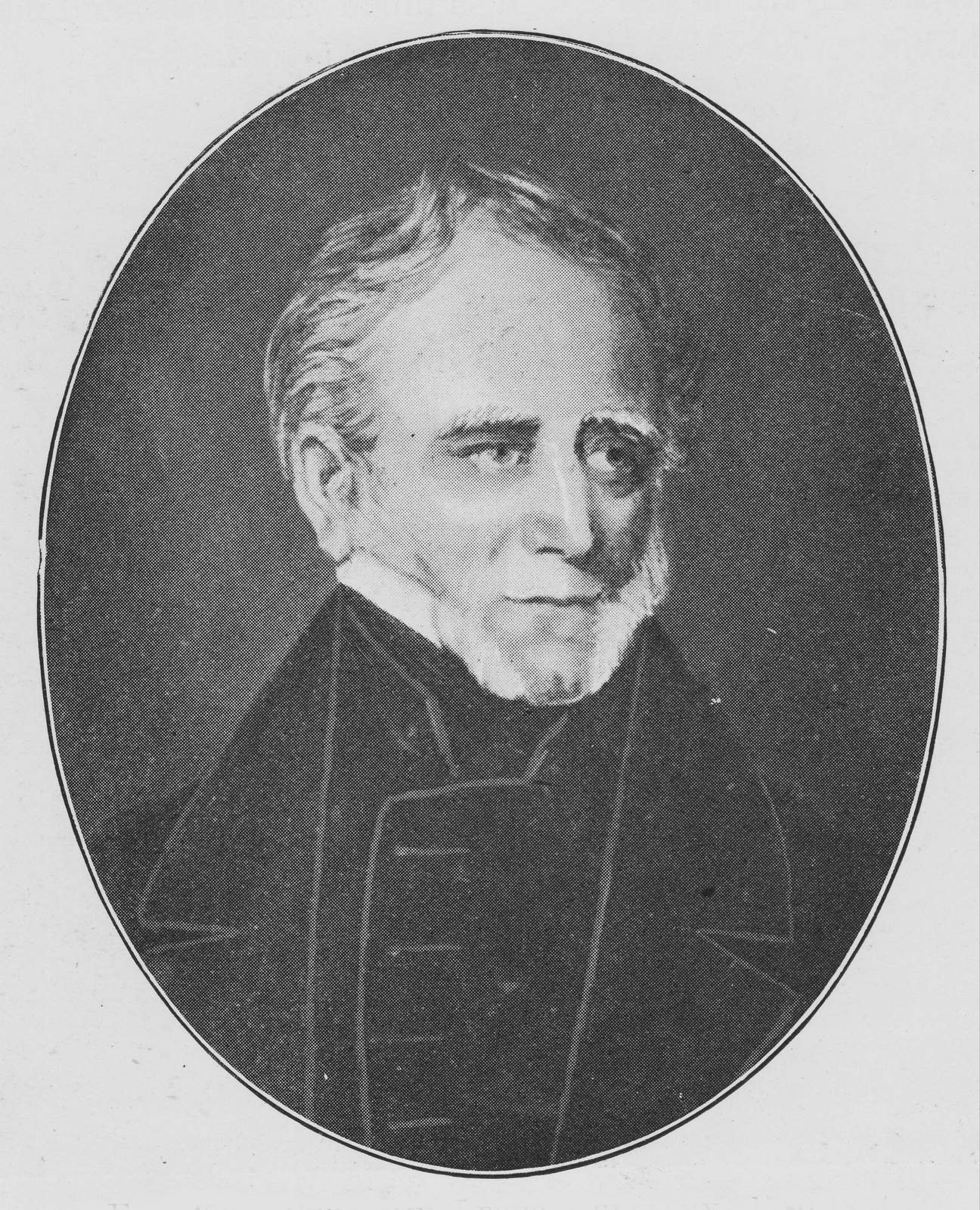
Benjamin Lewis Vulliamy

Benjamin Louis Vulliamy (* 25. Januar 1780; † 1854, auch Benjamin Lewis Vulliamy) war ein englischer Uhrmacher.
Er führte das Geschäft seines Vaters Benjamin Vulliamy in London nach dessen Tod 1811 fort und spezialisierte sich auf Turmuhren. Er erarbeitete Entwürfe für die große Turmuhr von Westminster, die aber abgelehnt wurden. 
Zu seinen Mitarbeitern zählten ab 1812 Richard Huyton Jump und ab 1815 Edward John Dent. Vulliamy war Mitglied der Handwerksgilde Clockmakers Company und Mitglied der Royal Society. 